# エリザベット・ボルヌ内閣
エリザベット・ボルヌ内閣（エリザベット・ボルヌないかく）は、エリザベット・ボルヌが首相に任命され、2022年5月16日から2024年1月9日まで続いたフランスの内閣である。

## 概説
フランス第五共和政下における43代目の内閣であり、エマニュエル・マクロン大統領政権下における4番目の内閣であり、2022年からの第2次エマニュエル・マクロン大統領政権下における最初の内閣である。
女性首相の内閣としては、1991年のエディット・クレッソン内閣以来2番目である。
2022年国民議会選挙で与党が国民議会における絶対多数を失い、難しい政権運営に直面している。
2024年1月9日にボルヌが首相を退任し、内閣も終焉した。

### 2022年国民議会選挙前の内閣構成
ブリュノ・ル・メール（経済・財務・産業・電子主権大臣）、ジェラルド・ダルマナン（内務・海外領土大臣）、エリック・デュポン＝モレッティ（国璽尚書、司法大臣）が留任、セバスチャン・ルコルニュ（軍事大臣）、アメリ・ド・モンシャラン（気候変動・地域均衡大臣）が閣内で異動となった以外は、新たな顔ぶれが閣内を占めた。

### 2022年国民議会選挙後
エリザベット・ボルヌ首相を含め、複数の閣僚が2022年国民議会選挙に出馬した。大統領府が議会選で敗北した閣僚は辞表を提出すると発表したところ、実際に２人の閣僚（アメリ・ド・モンシャラン及びブリジット・ブルギニョン）が敗北し、両閣僚は辞任し、新たな閣僚が就任した。
国民議会選挙を受けて、国民議会議長にヤエル・ブロン＝ピベ海外領土大臣が任命され、それに伴い海外領土大臣を辞任。海外領土に関する事務は、ジェラルド・ダルマナンに属することとなり、同氏の職名は「内務・海外領土大臣」となった。
当初の組閣後、性的暴行にかかる疑いが浮上したダミアン・アバド連帯・自立・障害者大臣も、国民議会選挙後の内閣改造の際に交代となった。
閣僚のみならず、担当大臣、副大臣も含めると合計42人となり、男性21人、女性21人で構成されており、男女平等が図られている。一方で17の閣僚ポスト（首相を含む）の内、女性は6人（首相、外相、高等教育相、エネルギー改革相、文化相、スポーツ相）しか閣僚に就任しておらず、残りの11ポストは男性が占めている。また、10ある副大臣ポストは、9ポストが女性によって占められている等、実質的な男女平等に関する批判が存在する。
2022年7月11日、新人民連合環境・社会（NUPES）によって不信任決議案が国民議会に提出されたが、与党、国民連合、共和党の反対によって否決された。
次年度予算案審議中の2022年10月24日、NUPES主導の不信任決議案が国民議会で審議され、国民連合は賛成に回ったが、与党、共和党の反対により、否決された。

## 大臣
| 職名                                       | 氏名 | 氏名                                                                                                  | 所属政党 | 所属政党     | 備考 |
| ------------------------------------------ | ---- | --- | -------- | ------------ | ---- |
| 経済・財務・産業・デジタル主権大臣         |      | ブリュノ・ル・メール Bruno Le Maire                                                                   |          | 再生         |      |
| 内務・海外領土大臣                         |      | ジェラルド・ダルマナン Gérald Darmanin                                                                |          | 再生         |      |
| 欧州・外務大臣                             |      | カトリーヌ・コロナ Catherine Colonna                                                                  |          | 諸派（右派） |      |
| 国璽尚書、司法大臣                         |      | エリック・デュポン＝モレッティ Éric Dupond-Moretti                                                    |          | 諸派（左派） |      |
| 軍事大臣                                   |      | セバスティアン・ルコルニュ Sébastien Lecornu                                                          |          | 再生         |      |
| 労働・完全雇用・社会復帰大臣               |      | オリビエ・デュソップ Olivier Dussopt                                                                  |          | TdP          |      |
| 国民教育・若者大臣                         |      | パップ・ンディアエ Pap Ndiaye                                                                         |          | 諸派（左派） |      |
| 高等教育・研究大臣                         |      | シルビー・ルタイヨー Sylvie Retailleau                                                                |          | 無所属       |      |
| 農業・食糧主権大臣                         |      | マルク・フェスノー Marc Fesneau                                                                       |          | MoDem        |      |
| 気候変動・地域均衡大臣                     |      | アメリ・ド・モンシャラン Amélie de Montchalin（2022年7月4日まで） クリストフ・ベシュ Christophe Béchu |          | Horizons     |      |
| エネルギー改革大臣                         |      | アニェス・パニエ＝リュナシェ Agnès Pannier-Runacher                                                   |          | 再生         |      |
| 文化大臣                                   |      | リマ・アブドゥル＝マラク Rima Abdul-Malak                                                             |          | 諸派（左派） |      |
| 厚生・予防大臣                             |      | ブリジット・ブルギニョン Brigitte Bourguignon（2022年7月4日まで） フランソワ・ブロン François Braun   |          | 無所属       |      |
| 連帯・自立・障害者大臣                     |      | ダミアン・アバド Damien Abad（2022年7月4日まで） ジャン＝クリストフ・コンブ Jean-Christophe Combe     |          | 無所属       |      |
| 改革・公務員大臣                           |      | スタニスラス・ゲリーニ Stanislas Guerini                                                              |          | 再生         |      |
| スポーツ・オリンピック・パラリンピック大臣 |      | アメリ・ウデア＝カストラ Amélie Oudéa-Castéra                                                         |          | 再生         |      |

## 担当大臣
| 主たる閣僚                                         | 職名                                       | 氏名 | 氏名                                                  | 所属政党 | 所属政党     | 備考 |
| -------------------------------------------------- | ------------------------------------------ | ---- | ----------------------------------------------------- | -------- | ------------ | ---- |
| 首相                                               | 民主主義改革・政府報道担当大臣             |      | オリビエ・ベラン Olivier Véran                        |          | TdP          |      |
| 首相                                               | 議会関係担当大臣                           |      | フランク・リステ Franck Riester                       |          | Agir         |      |
| 首相                                               | 男女平等・ダイバーシティ・機会平等担当大臣 |      | イザベル・ロンビス＝ローム Isabelle Lonvis-Rome       |          | 諸派（左派） |      |
| 経済・財務・産業・デジタル主権大臣                 | 公的会計担当大臣                           |      | ガブリエル・アタル Gabriel Attal                      |          | 再生         |      |
| 経済・財務・産業・デジタル主権大臣                 | 産業担当大臣                               |      | ロラン・レスキュール Roland Lescure                   |          | 再生         |      |
| 経済・財務・産業・デジタル主権大臣                 | デジタル・通信改革担当大臣                 |      | ジャン＝ノエル・バロー Jean-Noël Barrot               |          | MoDem        |      |
| 経済・財務・産業・デジタル主権大臣                 | 中小企業・商業・職人・観光担当大臣         |      | オリビア・グレゴワール Olivia Grégoire                |          | 再生         |      |
| 内務・海外領土大臣及び気候変動・地域均衡大臣       | 地方自治体担当大臣                         |      | カロリーヌ・カイユー Caroline Cayeux                  |          | 諸派（右派） |      |
| 内務・海外領土大臣                                 | 海外領土担当大臣                           |      | ジャン＝フランソワ・カランコ Jean-François Carenco    |          | TdP          |      |
| 欧州・外務大臣                                     | 交易・魅力性・在外仏人担当大臣             |      | オリビエ・ベシュト Olivier Becht                      |          | Agir         |      |
| 労働・完全雇用・社会復帰大臣及び国民教育・若者大臣 | 教育・職業訓練担当大臣                     |      | キャロル・グランジャン Carole Grandjean               |          | 再生         |      |
| 気候変動・地域均衡大臣                             | 交通担当大臣                               |      | クレマン・ボーヌ Clément Beaune                       |          | TdP          |      |
| 気候変動・地域均衡大臣                             | 都市・住宅担当大臣                         |      | オリビエ・クライン Olivier Klein                      |          | FP           |      |
| 厚生・予防大臣                                     | 地方組織・医療従事者担当大臣               |      | アニエス・フィルマン＝ル・ボド Agnès Firmin-Le Bodo   |          | Horizons     |      |
| 連帯・自立・障害者大臣                             | 障害者担当大臣                             |      | ジュヌビエーブ・ダリューセック Geneviève Darrieussecq |          | MoDem        |      |

## 副大臣
| 主たる閣僚                     | 職名                                                   | 氏名 | 氏名                                             | 所属政党 | 所属政党     | 備考 |
| ------------------------------ | ------------------------------------------------------ | ---- | ------------------------------------------------ | -------- | ------------ | ---- |
| 首相                           | 子ども担当副大臣                                       |      | シャルロット・コーベル Charlotte Caubel          |          | 無所属       |      |
| 首相                           | 海洋担当副大臣                                         |      | エルベ・ベルビル Hervé Berville                  |          | 再生         |      |
| 首相                           | 社会連帯経済・協力生活担当副大臣                       |      | マリエーヌ・シアパ Marlène Schiappa              |          | 再生         |      |
| 内務・海外領土大臣             | 市民担当副大臣                                         |      | ソニア・バケス Sonia Backès                      |          | LRC          |      |
| 欧州・外務大臣                 | 欧州担当副大臣                                         |      | ロランス・ボーヌ Laurence Boone                  |          | 諸派（左派） |      |
| 欧州・外務大臣                 | 開発・フランコフォニー・国際パートナーシップ担当副大臣 |      | シュリスラ・ザシャロプル Chrysoula Zacharopoulou |          | 再生         |      |
| 軍事大臣及び国民教育・若者大臣 | 若者・全国民役務担当副大臣                             |      | サラ・エル・アイリ Sarah El Haïry                |          | MoDem        |      |
| 軍事大臣                       | 退役軍人・記憶担当副大臣                               |      | パトリシア・ミラレス Patricia Mirallès           |          | TdP          |      |
| 気候変動・地域均衡大臣         | 環境担当副大臣                                         |      | ベランジェール・クイヤール Bérangère Couillard   |          | 再生         |      |
| 気候変動・地域均衡大臣         | 郊外担当副大臣                                         |      | ドミニク・フォール Dominique Faure               |          | PR           |      |